# White Wings
White Wings è un cortometraggio muto del 1923 diretto da George Jeske e prodotto da Hal Roach con Stan Laurel.
Il cortometraggio fu distribuito il 13 maggio 1923.

## Trama
Anche gli spazzini hanno delle brutte giornate, per esempio quella di Stan: viene investito da un'automobile, scambia accidentalmente una carrozzina per il suo cesto da netturbino, finendo per essere rincorso da un poliziotto per tutto il parco e il vicinato.
Decide di cambiare lavoro diventando un lustrascarpe, ma il suo primo cliente è il poliziotto di prima e così ricomincia una nuova fuga, finché Stan lo riesce a seminare vicino ad un ufficio del dentista Painless.
A questo punto Stan viene scambiato per il dottore ed è costretto ad operare un paziente che gli capita sotto tiro (Finalyson).
Con l'impressione di un esito negativo, Stan riesce pian piano a guarire lui e anche tutti gli altri clienti, finché come ultimo gli capita una sua "vecchia conoscenza" che lo porta all'ospedale dopo averlo massacrato di botte.

## Cast
- Stan Laurel - Stan, lo spazzino
- James Finlayson - il paziente del dentista
- Marvin Loback - il poliziotto
- Katherine Grant - l'infermiera
- Mark Jones - il paziente del dentista
- George Rowe - passante
- William Gillespie